# 구와노미데라

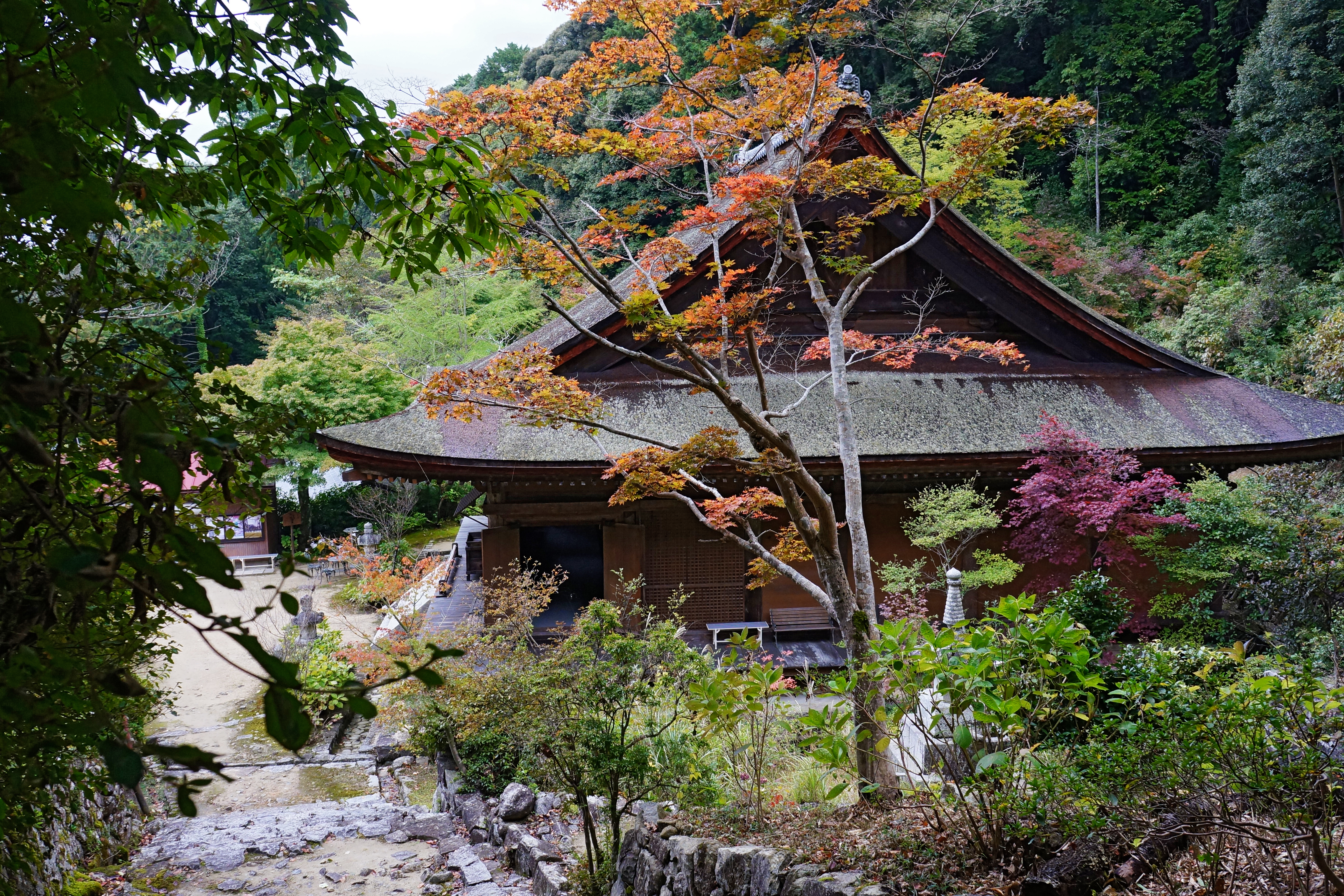
구와노미데라

구와노미데라(일본어: 桑実寺,くわのみでら)는 시가현 오미하치만시 아즈치 정에 있는 천태종 사찰이다. 사찰은 기누가사야마 산에 조에가 창건하였고, 본존불은 약사여래이다. 이명으로 구와미네 야쿠시로 불리고 있다.

## 역사
표고 433m의 기누가사야마 산 중턱에 있는 있다. 덧붙여 사이고쿠 삼십삼개소 관음보살 순례지중 하나인 간논쇼지로 가는 길목에 위치해 있다.
사찰에 전해져 내려오는 이야기에 따르면 덴치 천황의 4녀 아베 황녀(후일 겐메이 천황)의 병을 낮게하기 위해 승려가 기원했더니, 비와호로부터 약사여래가 나타나 아베 황녀의 병을 치유하고 사라졌다. 이에 감복한 덴치 천황의 칙명에 의해 후지와라노 가마타리의 장남 조에가 677년 창건했다고 한다. 사찰명은 조에가 당으로부터 가져온 뽕나무 씨앗에서 유래된 것이로, 이 지역 농가에서 재배하여 양잠을 하였다.
1532년 무로마치 막부 13대 쇼군 아시카가 요시하루가 교토에서 쫓겨나와 이곳에 임시 막부를 설치하였다. 잠시 동안 버려졌지만, 1576년 오다 노부나가에 의해 관리되었다. 1582년 아즈치성의 시녀들이 노부나가의 금족령을 어기고 참배하여 죽임을 당하였고, 이 시녀들을 변호한 사찰의 고승들도 살해되었다는 이야기가 있다.

## 문화재
중요문화재
- 본당 - 무로마치 시대 초기 건물
- 지본저색상실사록기회권 2권 부록 : 고나라 천황 신간제첨 및 소식 - 회권의 그림은 도사 미쓰모치 작, 쇼군 아시카가 요시하루가 기신함 (교토 국립박물관)

## 배관 정보
- 개문시간 9시 ~ 16시 30분

## 교통
- JR 아즈치역에서 도보로 25분소요.